# Liste von Bänden von Reclams Universal-Bibliothek Leipzig 1946–1990

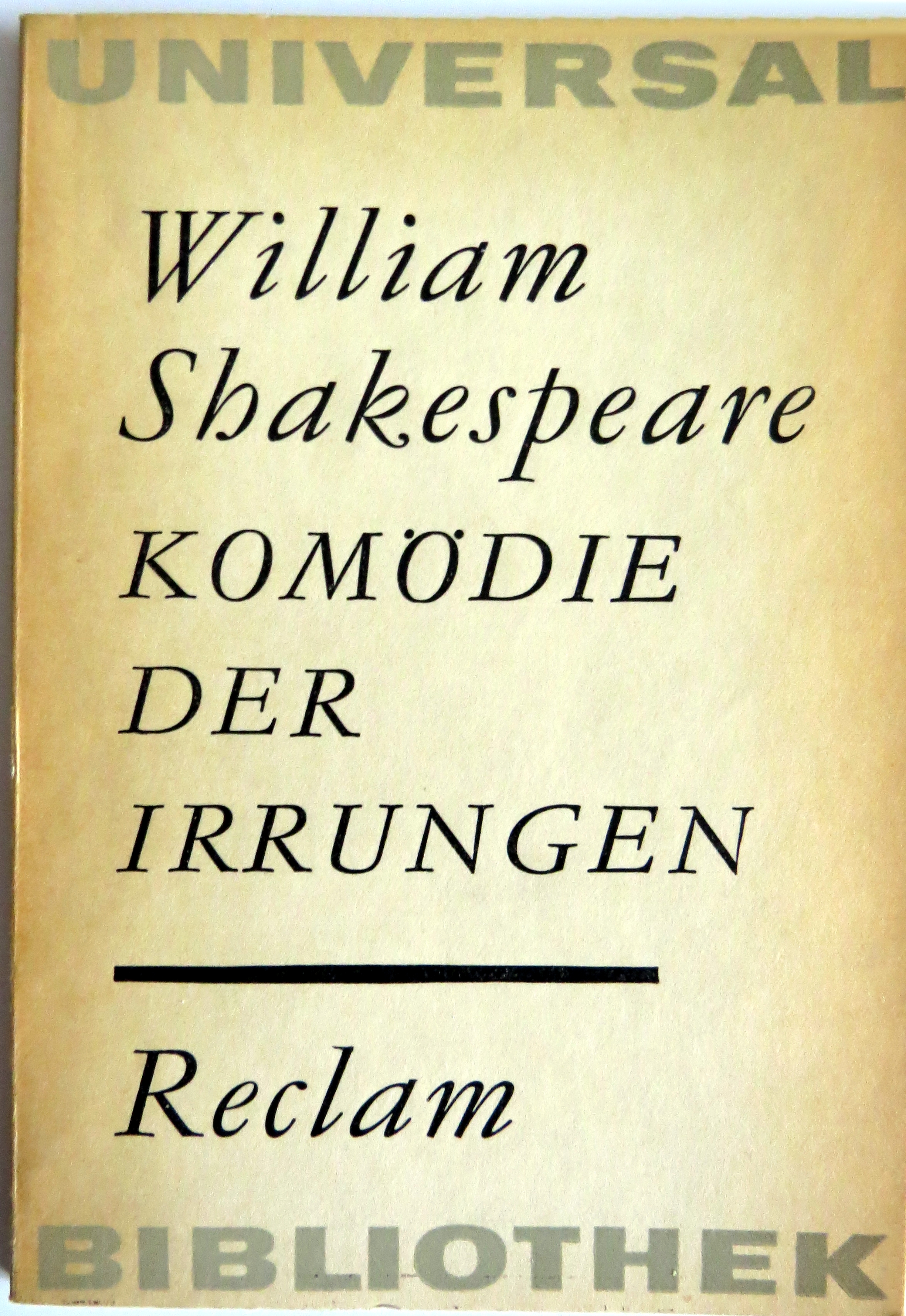
William Shakespeare, Komödie der Irrungen, 1978

Diese Liste  enthält einzelne, ausgewählte Bände, die in Reclams Universal-Bibliothek in Leipzig von 1946 bis 1990 erschienen.

## Geschichte
1867 wurde die Buchreihe Reclams Universal-Bibliothek in Leipzig begründet. Diese kostete nur 20 Pfennig (ab 1871) und war damit die billigste und auflagenstärkste deutsche Buchreihe. Bis 1945 erschienen mehrere tausend Bände.
Mit der Neugründung des Reclam-Verlages in Leipzig 1946 wurden wieder Bände von Reclams Universal-Bibliothek herausgegeben. Dieses waren meist Neuauflagen bisheriger Ausgaben mit demselben Umschlaggestaltung und derselben Seriennummer. In den nächsten Jahren erschienen zunehmend auch viele neue Titel. Seit den 1950er Jahren wurden die Umschlaggestaltungen  mehrfach verändert, ebenso das Format.
Die Buchreihe wurde auch nach 1990 fortgesetzt, allerdings mit neuen Einbänden.

## Bände (Auswahl)

### Übersicht
Es wurden über zweitausend  Bände zwischen 1946 und 1990 herausgegeben. Damit war Reclams Universal-Bibliothek  die  umfangreichste Taschenbuchreihe in der DDR.
Es gab verschiedene Sachreihen (Belletristik, Philosophie/Geschichte, Kunst, Biographien, Sonderreihe, und weitere).
Die genaue Anzahl der Titel ist schwer zu bestimmen, da es verschiedene Nummerierungssysteme gab und einige Titel mit verschiedenen Nummern erschienen.
Die meisten Bände waren Erzählbände oder Romane, seltener Gedichte, Dramen, Briefe, Essays und andere literarische Texte.

### Alte Reihe 1946–1963
Ab 1946 wurden zunächst vor allem Neuauflagen von bisherigen Ausgaben verlegt (bis etwa Nr. 7610). In den folgenden Jahren erschienen auch einige neue Titel (bis etwa Nr. 8850). Die einzelnen Bände sind hier nach dem ersten bekannten Erscheinungsjahr ab 1946 sortiert (bei einzelnen gab es möglicherweise bereits frühere Ausgaben).
- Johann Wolfgang Goethe: Faust. 1946, Nr. 1.
- Gotthold Ephraim Lessing: Nathan der Weise, 1946, Nr. 3/[3a] (Digitalisat: DNB 1024512967).
- Friedrich Schiller: Die Verschwörung des Fiesko zu Genua, 1946, Nr. 51
- Johann Wolfgang Goethe: Iphigenie auf Tauris. 1946, 1948, Nr. 83.
- Johann Gottfried Seume: Spaziergang nach Syrakus im Jahre 1802. 1960, Nr. 186–190.
- Nikolai Gogol: Der Revisor, 1946, Nr. 837
- George Eliot: Silas Marner. Der Leinweber von Raveloe. Nr. 2214–17.
- Heinrich Heine: Die Harzreise, 1946, 1948, Nr. 2221

- Friedrich Hebbel: Agnes Bernauer.  Ein deutsches Trauerspiel in fünf Akten, 1946, Nr. 4268
- Eduard Mörike: Mozart auf der Reise nach Prag, Novelle, 1946, Nr. 4741
- Theodor Storm: Pole Poppenspäler, Novelle, 1946, Nr. 6013

- Fjodor Dostojewski: Eine dumme Geschichte, Erzählung, 1946, Nr. 7154
- Alexander Puschkin: Der Postmeister und andere Novellen, 1946, Nr. 7469
- Anton Tschechow: Humoresken und Satiren, Neu durchgesehen, 4 Bände 1946–1947, Bd. 1: Nr. 5290, Bd. 2: Nr. 5308, Bd. 3: Nr. 5315, Bd. 4: Nr. 6250
- Maxim Gorki: Ausgewählte Erzählungen, 7 Bände, 1946–1948, Bd. 1: Nr. 4221,  Bd. 2, Nr. 4271, Bd. 3: Nr. 4366, Bd. 4: Nr. 4445, Bd. 5: Nr. 4587, Bd. 6: 4673, Bd. 7: Nr. 4772

- William Shakespeare: Julius Caesar, 1948, Nr. 9
- Johann Wolfgang Goethe: Wolfgang und Dorothea, 1948, Nr. 55
- Jean Paul: Das Kampaner Tal oder Über die Unsterblichkeit der Seele, 1948, Nr. 36
- Johann Wolfgang Goethe: Egmont, 1948, Nr. 75

- Björnstjerne Björnson: Der Brautmarsch, 1948, Nr. 950
- Friedrich Schiller: Balladen für Schule und Haus, 1948, Nr. 1710
- Ludwig Börne: Ausgewählte Skizzen und Erzählungen, 4 Bände, 1948
- Theodor Storm: Aquis Submersus. Novelle. 3. Auflage, Nr. 6014.
- Georg Büchner: Dantons Tod, 1948, Nr. 6060
- Pedro Calderon de la Barca: Dame Kobold , 1948, Nr. 6107
- Arnold Zweig: Gerufene Schatten, Novellen, 1946, Nr. 6711
- Jack London: Die Goldschlucht, 1948, Nr. 7070
- Romain Rolland: Empedokles von Agrigent und das Zeitalter des Hasses, 1946, Nr. 7080
- Marie von Ebner-Eschenbach: Die Freiherren von Gemperlein, 1948, Nr. 7477
- Hermann Hesse: In der alten Sonne, 1948, Nr. 7557
- Maxim Gorki: Die Stadt des gelben Teufels. Skizzen und Pamphlete. 1957, Nr. 8334.
- William Shakespeare: Ende gut, alles gut, 1963, Nr. 896 (Erstausgabe nach 1945).
- Hans Christian Andersen: Glückspeter, 2. Auflage, 1963, Nr. 3359
- Heinrich von Kleist: Amphitryon, 1963, Nr. 7416 (Erstauflage nach 1945)
- Adam Scharrer: Maulwürfe. Ein deutscher Bauernroman, 1960, Nr. 8712–8716.
- Niccolò Machiavelli: Mandragola. Komödie in fünf Aufzügen. 1961, Nr. 8917.
- Ivo Andrić: Das Fräulein. Roman. 1961, Nr. 8957–60.
- Anna Seghers: Der Ausflug der toten Mädchen, 3. Auflage, 1963, Nr. 9000
- Gerhart Hauptmann: Fuhrmann Henschel. Schauspiel. 1962, Nr. 9020.
- Käthe Zhao: Altchinesische Fabeln, 1963, Nr. 9083, 3. Aufl. 1968: Nr. 363 (Erzählende Prosa)

### Neue Reihe 1963–1990
Ab 1963 wurde mit einer neuen Nummerierung begonnen. Dabei entsprach die Reihenfolge zunächst nicht immer den Erstveröffentlichungsjahren. Die einzelnen Bände sind hier nach den Nummern sortiert.

#### Dramatik
- Friedrich Schiller: Wilhelm Tell. Schauspiel. 25. Auflage 1969, Nr. 12.
- Plautus: Amphitruo. Aulularia, Mostellaria. 1971, Nr. 14.
- Georg Büchner: Dichtungen. Dantons Tod. Lenz. Leonce und Lena. Woyzeck. Der hessische Landbote. 4. Auflage 1972, Nr. 20.
- Friedrich Schiller: Wallensteins Lager. Die Piccolomini. 16. Auflage 1969, Nr. 41.
- Friedrich Schiller: Wallensteins Tod. 17. Auflage 1969, Nr. 42.
- John M. Synge: Stücke. Nr. 93.
- Anna Seghers: Der Prozess der Jeanne d’Arc zu Rouen 1431. 2. Auflage 1975, Nr. 272.
- Hans Sachs: Fastnachtspiele. 2., veränderte und erste illustrierte Auflage 1973, Nr. 521.
- John Osborne: Blick zurück im Zorn. Der Entertainer. Luther. 1975, Nr. 581.
- Menander: Stücke. 1975, Nr. 626.
- Sophokles: Antigone. 13. Auflage 1971, Nr. 659.
- Nikolaj W. Gogol: Der Revisor. 1967, Nr. 837.
- Henrik Ibsen: Dramen. 2 Bände, Bd. 1, 1968: Nr. 958, Bd. 2: 1971: Nr. 959.

#### Versdichtung
- Älteste deutsche Dichtung und Prosa. Nr. 15.
- Heinrich Heine: Deutschland. Ein Wintermärchen. 1945–1961: Nr. 2253, ab 20. Aufl. 1964, Nr. 22.
- Heinrich Heine: Buch der Lieder. Nr. 52.
- Mihai Eminescu: Engel und Dämon. Dichtungen. 1972, Nr. 54.
- Gaius Valerius Catullus: Gedichte. 1974, Nr. 102.
- Werner Krauss: Die Welt im spanischen Sprichwort. Nr. 208.
- Sergej Jessenin: Gedichte. Nr. 247.
- Französische Lyrik von Baudelaire bis zur Gegenwart französisch und deutsch. 5. Auflage 1974, Nr. 266.
- Thomas Nicolaou (Hrsg.): Diese Landschaft ist hart wie das Schweigen. Neugriechische Lyrik. 1972, Nr. 279.
- Kurt Pinthus (Hrsg.): Menschheitsdämmerung. Ein Dokument des Expressionismus. 2. Auflage 1972, Nr. 404.
- Artur Lundkvist: Ein Baum mit Fischen. Gedichte 1928–1969. 1972, Nr. 411.
- Milán Füst: Herbstdüsternisse. 1974, Nr. 544.
- Hannelore Kischkewitz (Hrsg.): Liebe sagen. Lyrik aus dem alten Ägypten. 1973, Nr. 545.
- Demjan Bedny: Gedichte und Fabeln. Nr. 587.
- Uwe Berger: Feuerstein. 1974, Nr. 564.
- Annette von Droste-Hülshoff: Die Luft und ich und der uralte Stein. Gedichte/Die Judenbuche. Nr. 567.
- Ossip Mandelstam: Hufeisenfinder. russisch–deutsch. 1. Auflage 1975, 4. erweiterte Auflage 1987, Nr. 612.
- Rainer Maria Rilke: Gedichte. 1975, Nr. 613.
- Georg Trakl: Gedichte. 1975, Nr. 614.
- Dante Alighieri: Die göttliche Komödie. 7. Auflage 1975, Nr. 796.

#### Erzählende Prosa
- Carl Sternheim: Novellen. 1973, Nr. 11.
- Anton P. Tschechow: Aus den Notizen eines Jähzornigen. Erzählungen. 1972, Nr. 35.
- Victor Sawdon Pritchett: Das Doppelbett. 1972, Nr. 73.
- Geschichten aus Tausendundeiner Nacht. 4. Auflage 1974, Nr. 89.
- Hermann Hesse: Unterm Rad. 3. Auflage 1975, Nr. 118.
- Carlo Collodi: Pinoccios Abenteuer. 3. Auflage 1975, Nr. 131.
- Bolesław Prus: Der Geizhals. 4. Auflage 1974, Nr. 142.
- Thomas Mann: Mario und der Zauberer. Erzählung. 15. Auflage 1974, Nr. 148.
- Friedrich Wolf: Lucie und der Angler von Paris.  5. Auflage 1974, Nr. 157.
- Theodor Storm: Der Schimmelreiter. 17. Auflage 1969, Nr. 171.
- Cesare Pavese: Die Nacht von San Rocco. 2. Auflage 1975, Nr. 197.
- Fjordor M. Dostojewski: Der Spieler. Aus den Aufzeichnungen eines jungen Mannes. 2. Auflage 1967, Nr. 202.
- Arnold Zweig: Der Streit um den Sergeanten Grischa. 13. Auflage 1971, Nr. 222.
- Per Olof Sundman: Die Untersuchung. 1971, Nr. 227.
- Karel Čapek: Die blaue Chrysantheme. 3. Auflage 1975, Nr. 244.
- Wilhelm Raabe: Chronik der Sperlingsgasse. 3. Auflage 1971, Nr. 291.
- Jules Vallès: Der Aufrührer. 1971, Nr. 305.
- Johannes R. Becher: Abschied. 2. Auflage 1969, Nr. 339.
- Sara Lidman: Der Teermeiler. 2. Auflage 1974, Nr. 371.
- Emilijan Stanew: Nächtliche Lichter. 2. Auflage 1975, Nr. 375.
- Stig Dagerman: Der Mann, der nicht weinen wollte. 2. Auflage 1975, Nr. 378.
- Frank Norris: Gier nach Gold. 2. Auflage 1974, Nr. 386.
- Primo Levi: Die Verdopplung einer schönen Dame. Erzählungen. 1972, Nr. 432.
- Ramón del Valle-Inclán: Tyrann Banderas. 1971, Nr. 466.
- Kazimierz Brandys: Die sehr alten beiden. Erzählungen. 1971, Nr. 480.
- Reise zum Ursprung. Kubanische Erzählungen. 1973, Nr. 508.
- Hjalmar Söderberg: Historietten. 1973, Nr. 552.
- Nikolai Gogol: Die Nase. Erzählungen. 1974, Nr. 560.
- Aleko Konstantinow: Bai Ganhu, der Rosenölhändler. 1974, Nr. 568.
- Jean Pélégri: Das Pferd in der Stadt. 1974, Nr. 572.
- Stephen Crane: Das rote Siegel. 1974, Nr. 575.
- Christoph Martin Wieland: Geschichte der Abderiten. 1974, Nr. 580.
- Alexander Sergejewitsch Puschkin: Mozart und Salieri. Vier kleine Tragödien. 1974, Nr. 585.
- Norman Levine: Der Mann mit dem Notizbuch. 1975, Nr. 617.

#### Sprache und Literatur
- Französische Aufklärung. Bütgerliche Emanzipation, Literatur und Bewußtseinsbildung. 1974, Nr. 562.

#### Belletristik
- William Shakespeare: Romeo und Julia. 12. Auflage 1983, Nr. 5.
- Nikolai Ostrowski: Wie der Stahl gehärtet wurde, 24. Auflage 1987, Nr. 59
- Ludwig Feuerbach: Briefwechsel, 1963, Nr. 105
- Voltaire: Abbé, Beichtkind, Cartesianer. Philosophisches Wörterbuch, 1963, Nr. 107
- Fjodor Dostojewski: Arme Leute, 1963, Nr. 113
- Wolfgang Borchert: Die Hundeblume, 1963, Nr. 122
- Stephan Hermlin: Gedichte, 1963, Nr. 124
- Iwan Krylow: Fabeln, 2. Auflage, 1967, Nr. 143
- Jack London: Wolfsblut. 4. Auflage 1976, Nr. 153.
- Der Fiedler vom Getto. Jiddische Gedichte aus Polen. 3., neu durchgesehene Auflage 1978, Nr. 195.
- Achim von Arnim: Fürst Ganzgott und Sänger Halbgott, 1963, Nr. 197
- Heinrich Heine: Florentinische Nächte, 1967, Nr. 219
- Dmitri Schostakowitsch: Katerina Ismailowa. Oper in vier Akten, 1965, Nr. 254 (Musik und Musiktheater)
- Adalbert Stifter: Bunte Steine. 2. (1. illustrierte) Auflage 1978, Nr. 255.
- Carlo Levi: Christus kam nur bis Eboli. 2. Auflage 1976, Nr. 261.
- Kurt Schnelle (Hrsg.): Französische Lyrik von Baudelaire bis zur Gegenwart, französisch und deutsch 1967, Nr. 266
- Christian Morgenstern: Galgenlieder. Eine Auswahl. 2. Auflage 1967, 4. Auflage 1976, Nr. 276.
- Rudyard Kipling: Rikki-Tikki-Tavi. Erzählungen aus dem Dschungelbuch. 3. Auflage 1979, Nr. 285.
- Rade Uhlik, Branko Radičević: Zigeunerlieder. 3. Auflage 1977, Nr. 294.
- Michel de Montaigne: Essays, 1967, Nr. 327
- Tibor Déry: Spiele der Unterwelt. 3. Auflage 1981, Nr. 337.
- Jean Paul: Kritik des philosophischen Egoismus, 1967, Nr. 356
- Bertolt Brecht: Dreigroschenroman, 1967, Nr. 360
- Karl Kraus: Polemiken, Glossen, Verse und Szenen, 2. erweiterte Auflage 1987, Nr. 358
- Zeitverkürzer. Deutsche Anekdoten aus fünf Jahrhunderten. 4., veränderte Auflage 1977, Nr. 390.
- Lukian: Götter, Tote und Hetären. 6. Auflage 1976, Nr. 441.
- Maxim Gorki, Stefan Zweig: Briefwechsel, 4. Auflage 1987, Nr. 456
- Jorge Luis Borges: Erzählungen, 2. Auflage 1987, Nr. 573
- Yasunari Kawabata: Kyoto. 2. Auflage 1977, Nr. 579.
- Marchesa Colombi: Eine Provinzheirat. 1976, Nr. 584.
- Fjodor Gladkow, Heiner Müller: Zement. 1975, Nr. 638.
- Per Christian Jersild: Die Tierärztin. 1975, Nr. 639.
- Ludwig Rubiner: Der Dichter greift in die Politik. 1976, Nr. 650.
- Ketschua-Lyrik. 1976, Nr. 654.
- Federico Garcia Lorca: Stücke. 1976, Nr. 655.
- Premtschand: Nirmala. 1976, Nr. 656.
- Euripides: Alkestis, Medeia, Hippolytos, Hekabe, Die Hilfeflehenden. 1976, Nr. 670.
- Emmanuel Roblès: Ungestümer Sommer. 1977, Nr. 672.
- Vercors: Das Schweigen des Meeres. 2., veränderte und erweiterte Ausgabe 1977, Nr. 681.
- Wladimir Majakowski: Schwitzbad. Mit Dokumenten und Aufsätzen im Anhang. 2. erweiterte Auflage 1982, Nr. 685.
- Kardinal Retz: Memoiren. 1977, Nr. 695.
- Carl von Linné: Lappländische Reise und andere Schriften, 3. verbesserte Auflage, 1987, Nr. 696
- Gustav Meyrink: Tschitschakarna, das vornehme Kamel. 33 Stücke aus ‚Des deutschen Spießers Wunderhorn.‘ 1978, Nr. 714.
- Katherine Anne Porter: Die Leiden unsrer Sterblichkeit. 1977, Nr. 715.
- Laurence Sterne: Empfindsame Reise durch Frankreich und Italien. Das Tagebuch für Eliza. 2., veränderte und erweiterter (1. illustrierte) Auflage 1978, Nr. 728.
- Albert Memmi: Die Salzsäule. 1978, Nr. 745.
- Nagib Machfus: Die Moschee in der Gasse. Erzählungen. 1978, Nr. 746.
- Älian: Die tanzenden Pferde von Sybaris. Tiergeschichten. 1978, Nr. 747.
- Gábor Hajnal: Walpurgisnacht. Gedichte. 1978, Nr. 749.
- O Lust, allen alles zu sein. Deutsche Modelektüre um 1800. 2. Auflage 1981, Nr. 756.
- Ernesto Che Guevara: Episoden aus dem Revolutionskrieg. 3. Auflage 1982, Nr. 765.
- Christa Wolf: Fortgesetzter Versuch. Aufsätze, Gespräche, Essays. 2. Auflage 1980, Nr. 773.
- Arthur Schnitzler: Reigen. Dramen und Erzählungen. 2. Auflage 1982, Nr. 804.
- Käthe Kollwitz: Bekenntnisse, 3. Auflage 1987,  Nr. 808
- Jura Soyfer: Die Ordnung schuf der liebe Gott. 1979, Nr. 812.
- H. G. Wells: Das Kristallei, Erzählungen, 2. Auflage 1987, Nr. 813
- Günter Kunert: Kurze Beschreibung eines Momentes der Ewigkeit. 1980, Nr. 820.
- Claude Simon: Das Gras. 1980, Nr. 824.
- Christoph Columbus: Schiffstagebuch. 4. Auflage 1986, Nr. 840.
- Robert Walser: Der Gehülfe. 1980, Nr. 847.
- Jacques Chessex: Leben und Sterben im Waadtland. Erzählungen. 1981, Nr. 868.
- Kālidāsa: Werke. 1983, Nr. 949.
- Rainer Maria Rilke: Die Aufzeichnungen des Malte Laurids Brigge. 1982, Nr. 952.
- Boris Pasternak: Luftwege. Ausgewählte Prosa. 1986, Nr. 1057.
- Vātsyāyana, Das Kāmasūtra, 1987, Nr. 1165
- Jan Amos Comenius: Informatorium der Mutterschul, 1987, Nr. 1171
- Mario Benedetti: Die Gnadenfrist, Roman, 1987, Nr. 1178
- Reinhard Bernhof, Tägliches Utopia, Gedichte, 1987, Nr. 1180
- Gotthold Ephraim Lessing: Briefe, die neueste Literatur betreffend, 1987, Kunstwissenschaften Nr. 1187
- Cervantes: Leben und Taten des scharfsinnigen Edlen Don Quixote de la Mancha, 4 Bände,  1987 (Übertragung von Tieck)
- Hans-Jürgen Peters: Zweimal Stockholm – Berlin 1946. Briefe nach der Rückkehr, 1989, Nr. 1298

#### Biographien und Dokumente
- Eike Middell: Hermann Hesse. Die Bilderwelt seines Lebens. 2. Auflage 1975, Nr. 169.
- Rolf Recknagel: B. Traven. 3., durchgesehene Auflage 1982, Nr. 269.
- Klaus Udo Szudra: William Makepeace Thackeray. 1968, Nr. 343.
- Maxim Gorki – Stefan Zweig. Briefwechsel. 2. Auflage 1973, Nr. 456.
- Henri Barbusse: Briefe von der Front. An seine Frau. 1914-1917. 1974, Nr. 539.
- Horst Heinze: François Rabelais. 1974, Nr. 540.
- Arsen Gulyga: Georg Wilhelm Friedrich Hegel. 1974, Nr. 570.
- Ernst Schumacher: Leben Brechts. 2. Auflage 1988, Nr. 1070.

#### Geschichte
- Flavius Josephus: Geschichte des Judäischen Krieges. 2. Auflage 1974, Nr. 359.
- Gepriesenes Andenken von Erfindung der Buchdruckerei. Leipziger Stimmen zur Erfindung Gutenbergs. 1968, Nr. 444.
- Reinhard Lettau: Täglicher Faschismus. Amerikanische Evidenz aus 6 Monaten. 1973, Nr. 547.
- Francois Auguste Mignet: Geschichte der Französischen Revolution von 1789 bis 1814. 1975, Nr. 594.
- Konrad Oelsner: Luzifer oder gereinigte Beiträge zur Geschichte der Französischen Revolution. 1987, Nr. 1183.

#### Philosophie
- Karl Marx: Der achtzehnte Brumaire des Louis Bonaparte, 1967, Nr. 29
- Spinoza: Ethik. 2. Auflage 1975, 4., erweiterte Auflage 1987, Nr. 56.
- Denis Diderot, Gedanken zur Interpretation der Natur, 2. Auflage, 1967, Nr. 57
- Aristoteles: Poetik. Griechisch – deutsch. 3. (1. zweisprachige) Auflage 1972, Nr. 82.
- Ernst Haeckel: Der Kampf um den Entwicklungsgedanken, 3., verbesserte Auflage, 1967, Nr. 324
- Laudse: Daudedsching. 2. Auflage 1973, Nr. 477.
- Xenophon: Erinnerungen an Sokrates. 2. Auflage 1976, Nr. 526.
- Paracelsus: Das Licht der Natur. Philosophische Schriften. 1973, Nr. 534.
- Klaus Mylius (Hrsg.): Die vier edlen Wahrheiten. 1983, Nr. 1009.

#### Kunstwissenschaften
- Wilhelm Rudolph: Das zerstörte Dresden, 65 Zeichnungen, 1988, (mit einem Essay von Horst Drescher, hrsg. von Heinfried Henniger), Nr. 1265

Kunst und Literatur im antifaschistischen Exil, 1933–1945, in sieben Bänden, 1. Auflage 1978–1981
- 1. Exil in der UdSSR. 1979, Nr. 806.
- 2. Werner Mittenzwei (Hrsg.): Exil in der Schweiz. 1978, Nr. 768.
- 3. Exil in den USA. 1979, Nr. 799.
- 4. Wolfgang Kießling (Hrsg.): Exil in Lateinamerika. 1980, Nr. 847.
- 5. Exil in der Tschechoslowakei, in Großbritannien, Skandinavien und Palästina. 1980, Nr. 848.
- 6. Exil in den Niederlanden und Spanien. 1981, Nr. 861.
- 7. Exil in Frankreich. 1981, Nr. 867.